# La Luna nelle baracche
La Luna nelle baracche è un romanzo per ragazzi dello scrittore italiano Alberto Manzi pubblicato nel 1974.

## Storia editoriale
La Luna nelle baracche è il primo romanzo di una quadrilogia ispirata dall'esperienza dell'autore in America latina, durante attività di scolarizzazione e di socializzazione durata per più di vent'anni, iniziata nel 1955 come missione di studio mirmecologico su incarico dall'università di Ginevra. Nel corso di questo primo viaggio Manzi prese coscienza delle dure condizioni di vita degli indios sulle Ande e in Amazzonia, delle ingiustizie e dello sfruttamento a cui dovevano sottostare. Egli ritornò ogni estate in quelle zone, impegnandosi nell'istruzione dei campesinos. Dopo La Luna nelle baracche (1974) fu pubblicato El loco (1979), seguito dagli ultimi due romanzi della quadrilogia, pubblicati entrambi postumi nel 2005: E venne il sabato e Gugù.
Il romanzo ha vinto l'Österreichischer Kinderbuchpreis, assegnato a Vienna nel 1978 ed è stato tradotto in tedesco, francese, spagnolo, catalano, olandese, polacco, russo e portoghese.

## Trama
(Alberto Manzi, La Luna nelle baracche)
Il giovane Pedro è un povero contadino, un campesino, praticamente uno schiavo al servizio del padrone dell'hacienda di Sant'Andrea, il nobile don Josè. Pedro è l'unico che sappia leggere e scrivere e la poca istruzione ricevuta da un prete missionario, ucciso dai proprietari terrieri, gli fa aspirare a una libertà negata ai contadini. La retribuzione è poca, il lavoro nei campi faticoso e il cibo scarso; qualsiasi cosa deve essere chiesta al padrone che può rifiutare anche i più elementari diritti. Pedro assiste alla fustigazione dell'anziano Lucas come ritorsione del padrone contro la perdita di un cavallo e l'accidentale ferimento di uno dei sorveglianti. Quando Lucas muore, Pedro, come atto di ribellione, decide di rifiutare la sua dose giornaliera di foglie di coca, elargite dal padrone a tutti i contadini, per tenerli ottenebrati ma infondergli la forza necessaria a svolgere i massacranti lavori nei campi.
Un giorno la giovane Maddalena viene pestata da alcuni scagnozzi di don Josè, punita per aver tentato di difendere il suo sposo, Francisco, massacrato di botte e arrestato senza processo, come punizione per aver colpito accidentalmente un guardiano con una pietra. Pedro si reca nella villa di don Josè per chiedere il permesso di chiamare un dottore per la ragazza, richiesta che non solo non viene accolta, ma che scatena le ire del padrone che ordina di appiccare il fuoco al villaggio. I contadini sono costretti a ricostruirsi le baracche dopo essere tornati dallo sfiancante lavoro nei campi; Pedro incita i contadini ad affrettarsi nella ricostruzione come moto di orgoglio contro l'ingiustizia. Poiché le misere riserve di cibo del villaggio sono andate bruciate, Pedro, si reca nei boschi del padrone per cercare cibo per evitare che i più giovani o deboli muoiano di fame. Nei boschi, però, sono ad attenderlo gli scagnozzi di don Josè che picchiano sia lui che Felix, l'uomo che lo accompagnava. Felix è in condizioni disperate ma, nonostante questo, viene obbligato a recarsi al lavoro dopo soli tre giorni di convalescenza. Felix muore durante il lavoro.
A Natale tutti gli abitanti dei villaggi dell'hacienda vengono trasportati nella più vicina chiesa; tra il disappunto del padrone, il parroco, nell'omelia, chiede più diritti per i braccianti. Don Josè abbandona stizzito la funzione, seguito dai membri della famiglia e dalla borghesia del paese: il giorno dopo il prete sarà ritrovato affogato. Alcuni giorni dopo, la villa e i magazzini del padrone vanno a fuoco e tutti si prodigano per spegnere l'incendio. Don Josè non mostra riconoscenza verso i contadini e, anzi, riduce il salario e il cibo adducendo come motivo l'aver perso ingenti somme nel disastro. Pedro non sopporta più le angherie e, mentre i più giovani e deboli iniziano a morire per gli stenti, si reca, senza autorizzazione, in città per iscriversi al sindacato. La sua iscrizione non viene accettata dal sindacato degli operai e Pedro ritorna indietro deciso ad istruire i suoi compagni e fondare con loro un sindacato. Mentre ritorna indietro, cade vittima di un agguato della polizia e malmenato. La sua baracca viene distrutta e l'unica ad aiutarlo nella ricostruzione è Maddalena. Alcuni giorni dopo la ragazza viene trovata svenuta, ferita e vittima di uno stupro. Pedro chiede giustizia a Don Josè, giustizia che viene negata. Pedro convince gli abitanti del villaggio a fuggire e li guida lontano dall'hacienda in cerca di terreni senza proprietario da coltivare lonano da don Josè. La "fuga" viene interrotta dall'esercito, i campesinos vengono riportati indietro e Pedro ucciso dai militari.
Il sacrificio di Pedro, però, non è stato vano e alcuni giovani, nel villaggio, decidono di imparare a leggere e a scrivere per aver modo di difendere i prori diritti.

## Edizioni
- Alberto Manzi, La Luna nelle baracche, 1ª ed., Firenze, Salani, 1974.